# Léandre Lacroix
Peter Zénon Léandre Lacroix (Remich, 1 januari 1859 – Luxemburg-Stad, 28 maart 1935) was een Luxemburgs advocaat en politicus.

## Biografie
Léandre Lacroix was een zoon van koopman Peter Marie Léander Lacroix en Bertha Marie Louise Kieffer. Na het Athénée royal grand-ducal sudeerde hij rechten en werd advocaat in Luxemburg-Stad.
Lacroix was burgemeester van Remich (1904-1906) en de Luxemburgse hoofdstad (1914-1918). Vanuit de kantons Remich en Luxemburg had hij zitting in de Kamer van Afgevaardigden. Hij was lid van de grondwetgevende vergadering (Constituante) in 1918-1919. In 1919 richtte hij samen met Alphonse Weicker de Banque Générale du Luxembourg op. Lacroix werd in 1924 benoemd tot Officier in het Legioen van Eer en in 1933 -ter gelegenheid van zijn gouden jubileum als advocaat- tot Commandeur in de Orde van de Eikenkroon.
Léandre Lacroix overleed op 76-jarige leeftijd en werd begraven op de Cimetière Notre-Dame. 
In Limpertsberg werd de Rue Léandre Lacroix naar hem vernoemd.

## Onderscheidingen
- 1933: Commandeur in de Orde van de Eikenkroon
- 1924: Officier in het Legioen van Eer

François Scheffer · Jean-Baptiste Servais · Baron de Tornaco · Bonaventure Dutreux-Boch · François Scheffer · Constantin Joseph Pescatore · François Scheffer · François Röser · François Scheffer · Fernand Pescatore · Jean-Pierre David Heldenstein · Gabriel de Marie · Jean-Pierre David Heldenstein · Théodore Eberhard · Jean Mersch-Wittenauer · Charles Simonis · Emmanuel Servais · Alexis Brasseur · Émile Mousel · Alphonse Munchen · Léandre Lacroix · Luc Housse · Gaston Diderich · Émile Hamilius · Paul Wilwertz · Colette Flesch · Camille Polfer · Lydie Polfer · Paul Helminger · Xavier Bettel · Lydie Polfer